# کورت گروت
کورت گروت (به انگلیسی: Kurt Grote) (زادهٔ ۳ اوت ۱۹۷۳) شناگر اهل ایالات متحده آمریکا است.